# XForms
XForms és un format de l'XML. Especifica d'una banda un model de processament de dades per documents XML i per un altre la interfície d'usuari per a aquests documents. Generalment la interficie solen ser formularis webs.
XForms estava dissenyat per ser la pròxima generació de formularis de XHTML, però és prou genèric perquè també es pugui utilitzar de manera independent o amb un llenguatges de presentació diferent a XHTML per descriure una interfície d'usuari i un conjunt de tasques de manipulació de dades comunes.